# James Bickford
James Bickford (n. 2 noiembrie 1912, Lake Placid, North Elba⁠(d), New York, SUA – d. 3 octombrie 1989, Rainbow Lake⁠(d), Comitatul Franklin, New York, New York, SUA) a fost un bober ce a reprezentat Statele Unite ale Americii, medaliat olimpic. A participat la 4 ediții ale Jocurilor Olimpice (1936, 1948, 1952, 1956) în care a câștigat o medalie de bronz.